# V1334 Cygni
V1224 Cygni eller HD 203156 är en trippelstjärna i mellersta delen av stjärnbilden Svanen. Den har en minsta skenbar magnitud av ca 5,96 och är svagt synlig för blotta ögat där ljusföroreningar ej förekommer. Baserat på parallax enligt Gaia Data Release 3 på ca 1,08 mas beräknas den befinna sig på ett avstånd av ca 2 350 ljusår (ca 720 parsec) från solen. Den rör sig närmare solen med en heliocentrisk radialhastighet av ca -2 km/s.
V1334 Cygni är en viktig kalibrator för modeller av Cepheidvariabler, eftersom dess placering i trippelstjärnsystem med ett snävt binärt par har gjort att dess avstånd kan mätas geometriskt med 1 procent noggrannhet.

## Observation

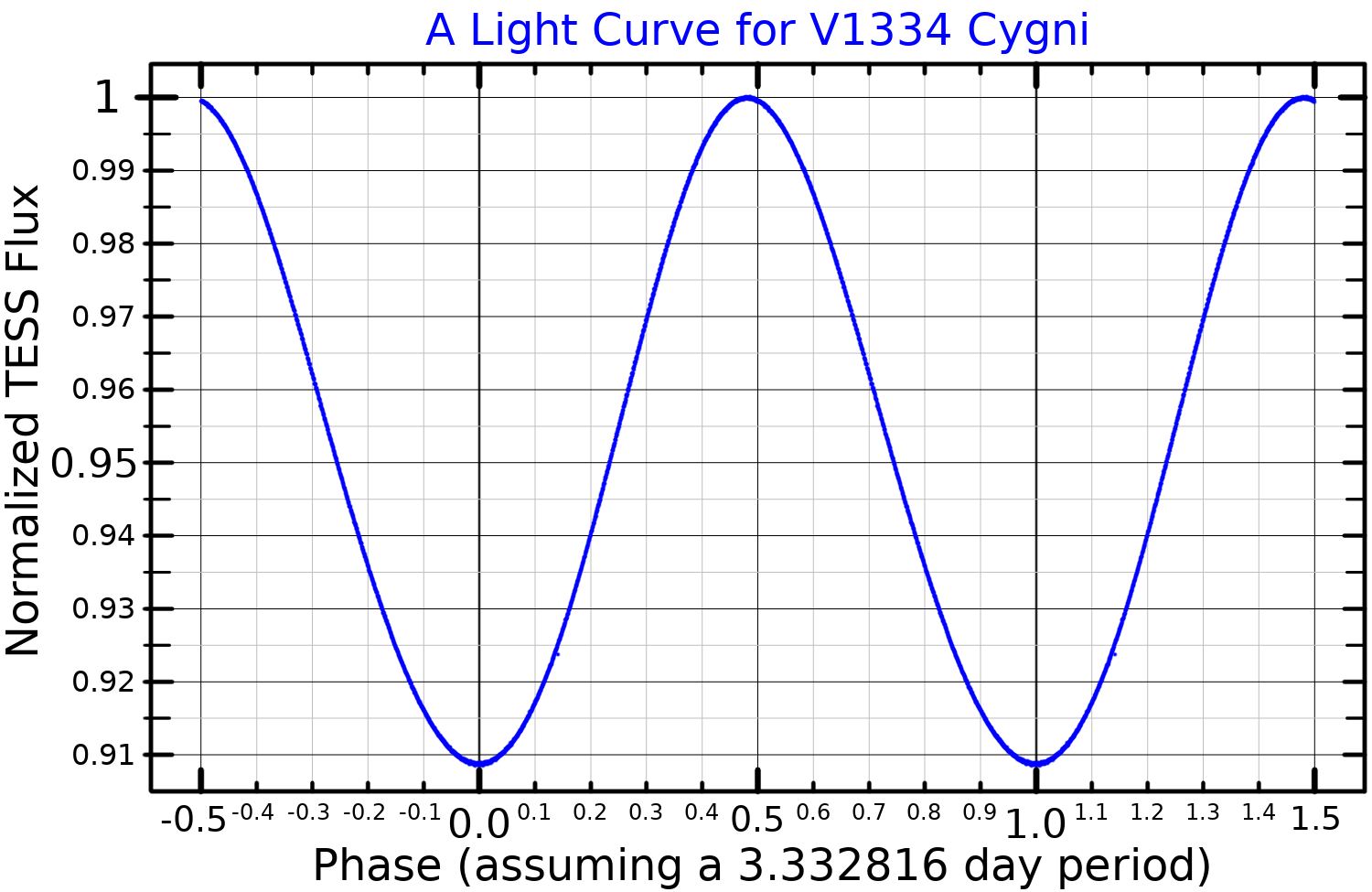
Ljuskurva för V1334 Cygni, plottad från TESS-data

V1334 Cygni upptäcktes vara en dubbelstjärna i november 1886, av George Hough med hjälp av 18,5 tums refraktorn på den gamla (Chicago) platsen för Dearborn Observatory. Den fick nummer 286 i hans katalog. Hösten 1966 upptäcktes V1334 Cygni av misstag vara en variabel stjärna, när Robert Mills använde den som en förmodad jämförelsestjärna med konstant ljusstyrka i ett sökande efter Cepheidvariabler. Uppföljande observationer av Mills 1968 vid Lowell Observatory fann att stjärnan visade "cepheidliknande" ljusstyrkaförändringar med en period av 3,335 dygn. Den fick 1970 variabelbeteckningen V1334 Cygni. År 2000 drog Nancy Evans slutsatsen från mätningar av radiell hastighet att stjärnan faktiskt är en trippelstjärna, med ett snävt binärt par (som innehåller Cepheid-variabeln) som bildar en "stjärna" (komponent A) av dubbelstjärnan som hade identifierats mer än ett sekel tidigare.

## Egenskaper
Primärstjärnan V1334 Cygni Aa är en gul till vit, ljusstark jättestjärna av spektralklass F1 II, som har en massa av ca 4,3 solmassor.
Försök att identifiera V1334 Cygni B (följeslagaren som först observerades av Hough 1886) i slutet av 1900-talet och början av 2000-talet har i stort sett misslyckats. Detta är förvånande, eftersom fläckinterferometriteknikerna som används i dessa senare studier har mycket högre upplösning än Houghs refraktor. Men det finns möjliga banor för komponent B som skulle stämma överens med både en verklig 1800-talsdetektering och ickedetekteringarna ett sekel senare. Det råder tvivel om huruvida en tredje stjärna överhuvudtaget existerar.